# تهلی منگینی
تهلی منگینی (به انگلیسی: Tahli Mangeni) یک منطقهٔ مسکونی در پاکستان است که در پنجاب واقع شده‌است.